# Carbon Cliff (Illinois)
Carbon Cliff es una villa ubicada en el condado de Rock Island en el estado estadounidense de Illinois. En el Censo de 2010 tenía una población de 2134 habitantes y una densidad poblacional de 411,97 personas por km².

## Geografía
Carbon Cliff se encuentra ubicada en las coordenadas 41°29′55″N 90°23′46″O / 41.49861, -90.39611. Según la Oficina del Censo de los Estados Unidos, Carbon Cliff tiene una superficie total de 5.18 km², de la cual 5.18 km² corresponden a tierra firme y (0%) 0 km² es agua.

## Demografía
Según el censo de 2010, había 2134 personas residiendo en Carbon Cliff. La densidad de población era de 411,97 hab./km². De los 2134 habitantes, Carbon Cliff estaba compuesto por el 79.85% blancos, el 12.37% eran afroamericanos, el 0.28% eran amerindios, el 0.61% eran asiáticos, el 0.05% eran isleños del Pacífico, el 2.58% eran de otras razas y el 4.26% pertenecían a dos o más razas. Del total de la población el 10.03% eran hispanos o latinos de cualquier raza.